# Бурхард IV фон Мансфелд-Кверфурт
Бурхард IV (X, V) фон Мансфелд-Кверфурт (на немски: Burchard IV (X, V) von Mansfeld-Querfurt; † 1331) от фамилията на графовете Кверфурти на род Мансфелд е бургграф на Магдебург в архиепископството Магдебург, граф на Мансфелд-Кверфурт (1273), господар на замък Зеебург (1287), господар на Борнщет (1301).

## Произход
Той е син на граф Бурхард III фон Мансфелд († 1273) и втората му съпруга Ода фон Регенщайн († 1274), дъщеря на граф Улрих I фон Регенщайн († 1265/1267) и Лукард (Лукарда) фон Грибен 1 († 1273/1280). Внук е на бургграф Бурхард фон Кверфурт VI († 1254/1258) и бургграфиня София фон Мансфелд († сл. 1233), наследничка на Мансфелд.
Полубрат е на граф Гебхард I фон Мансфелд († ок. 1282/1284).

## Фамилия
Бурхард X (V) фон Магдебург се жени 1283 г. за графиня София фон Шверин-Люхов († 26 август 1353), дъщеря на граф Хелмолд III фон Шверин († сл. 1297) и първата му съпруга Мехтилд Саксонска († 1274/1287), дъщеря на херцог Албрехт I от Саксония-Бернбург († 1260) и Хелена фон Брауншвайг-Люнебург († 1273). Те имат децата:
- Бурхард V фон Мансфелд-Кверфурт (XI/VI) († между 21 сепрември 1354 – 3 февруари 1358), граф на Мансфелд, женен на 3 септември 1303 г. за Ода фон Вернигероде († 28 август 1343), дъщеря на граф Албрехт V фон Вернигероде (1268 – 1323)
- Ода († пр. 1353)
- Албрехт, споменат 1352
- Гебхард († сл. 2 януари 1315), рицар на тевтонския орден (1294), комтур на Бранденбург (1309 – 1315)
- Рупрехт, домхер в Магдебург (1297)